# 燔祭
燔祭（はんさい、英語: Holocaust、フランス語: Holocauste、イタリア語: Olocausto、スペイン語: Holocausto、ポルトガル語: Holocausto / Olocausto、ヘブライ語: קורבן עולה）とは、ユダヤ教とキリスト教において生贄の動物（雄の牛・羊・やぎ、はとに限る）を祭壇で焼いて神に捧げる儀式のことである。奉献された犠牲の動物は完全に祭壇で焼かれるため、特別に神聖な捧げ物とされ、その一部なりとも祭司なり奉献者の食用に供してはならない。ヘブライ語では「オラー」と呼ばれる。『レビ記』においてモーセが定めたこの供犠は、後にヨーロッパに輸入され、ギリシャ語経由でホロコーストと訳されることとなった。英語の旧約聖書レビ記1章9節では、「burnt offering」「burnt sacrifice」と記されているが、フランス語のレビ記1章9節ではHolocauste（ホロコースト）、イタリア語ではOlocausto、スペイン語ではHolocausto、ポルトガル語ではHolocaustoまたはOlocaustoと記されている。